# Roca Entravessada
Roca Entravessada är en bergstopp på gränsen mellan Andorra och Spanien. Toppen på Roca Entravessada är 2 928 meter över havet.
Roca Entravessada är den högsta punkten i trakten.
Trakten runt Roca Entravessada består i huvudsak av kala bergstoppar.